# Mazeray
Mazeray é uma comuna francesa na região administrativa da Nova Aquitânia, no departamento de Charente-Maritime. Estende-se por uma área de 19,38 km². Em 2010 a comuna tinha 982 habitantes (densidade: 50,7 hab./km²).